# Bulbophyllum exiguiflorum
Bulbophyllum exiguiflorum là một loài phong lan thuộc chi Bulbophyllum.